# Olivera
L'olivera (Olea europaea L., del llatí oleum, 'oli', i europaeus, 'd'Europa') és un arbre de la família de les oleàcies originari de l'Àsia Menor que es conrea des de l'antiguitat a tota la conca mediterrània. També es coneix amb els noms d'oliver i oliu, i la varietat silvestre rep el nom d’olivera borda o ullastre. Un lloc plantat d'oliveres és un olivar, oliverar, olivet, una oliveda o olivereda.

## Distribució i ecologia

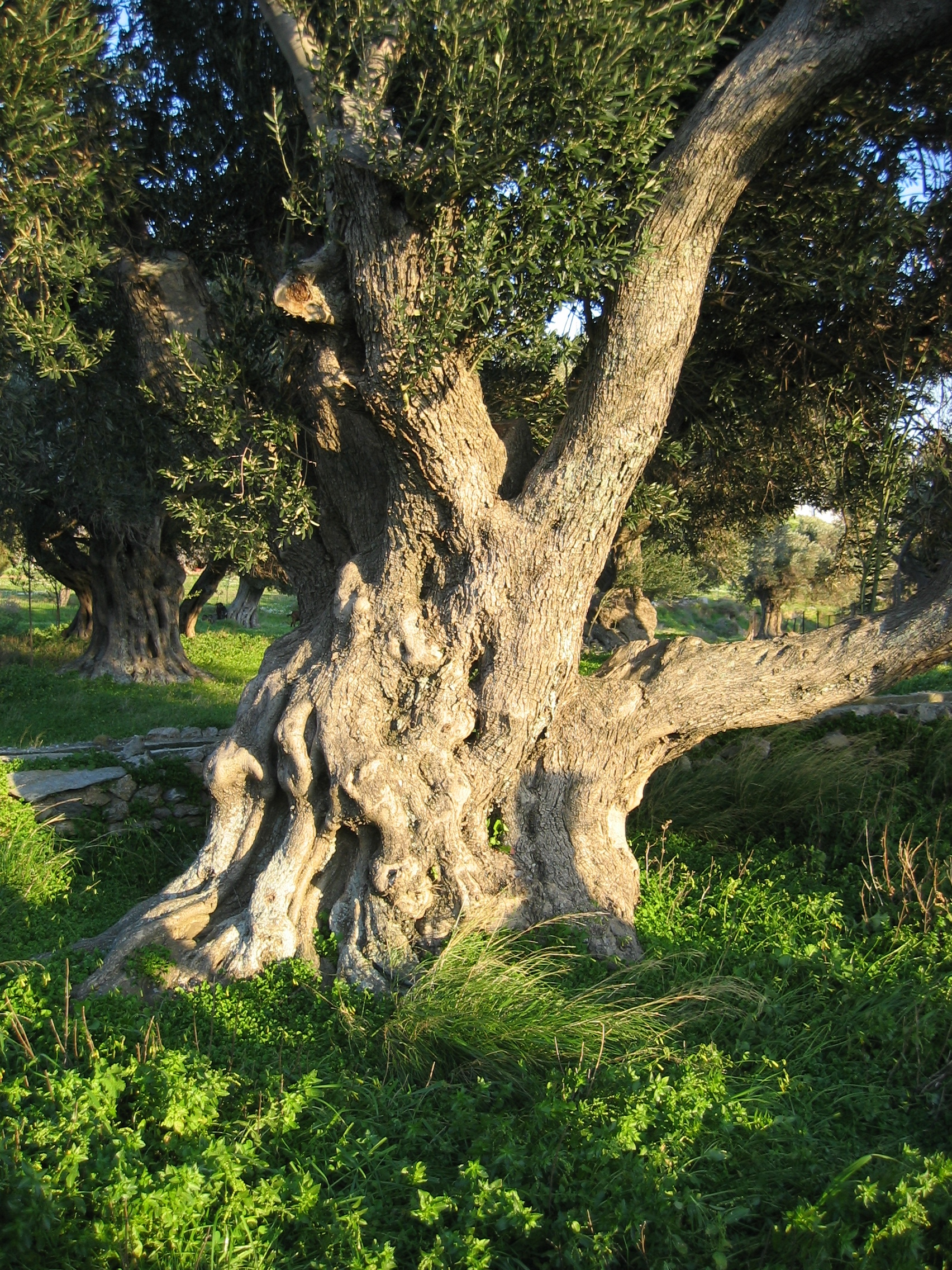
Tronc d'una olivera grega

L'olivera és un arbre perenne present a tota la regió mediterrània. És molt freqüent a les Illes Balears, Catalunya, el País Valencià i Andalusia, on se'n localitzen les plantacions més extenses. Al Principat es troba bastant estesa per tot el territori, però les comarques de les Garrigues, el Baix Ebre, el Montsià i el Tarragonès són les zones més típiques dedicades a aquest conreu.
Actualment també es cultiva en altres països de clima semblant, com el Perú, Xile, Califòrnia i el sud d'Austràlia.
S'estima que hi ha uns 2.500 cultivars.

## Oliveres mil·lenàries
Al món hi ha com a mínim 17 espècies d'arbres que poden viure més de 1000 anys gairebé totes són coníferes i els més antics que es coneixen són pins de l'espècie Pinus longaeva que viuen a les muntanyes Rocoses amb edats properes als 5.000 anys. Diverses grans oliveres de la península Ibèrica i d'altres zones de la Conca del Mediterrani es coneixen popularment com a oliveres mil·lenàries. D'algunes d'aquestes oliveres s'ha fet una estimació de la seva edat suposant que tenen de 2000 a 2500 anys. Dins la zona de la conca del riu Sénia hi ha classificades com a mil·lenàries 4.580 oliveres basant-se en el fet que presenten un perímetre, mesurat a 1,3 m del sòl, de més de 3,50 metres. L'olivera grossa de La Vila Joiosa es diu que té 2.500 anys, el seu perímetre a 1,3 m del sòl fa 9,10 metres. La que s'anomena Lo Parot s'ha estimat d'una edat d'entre els 600 i mil anys.
La determinació de l'edat de les oliveres mitjançant els anells de creixement dels arbres és més problemàtica en les oliveres que en molts altres arbres atès que aquests anells no són gaire distingibles en la fusta de les oliveres, pel funcionament del seu càmbium asimètric i el procés de maduració de la fusta,) no segueixen un patró temporal conegut a això s'afegeix el fet que l'olivera pot estar massa torçada. L'edat de les arrels de l'olivera pot ser superior a la del seu tronc.
Davant l'evidència de la dificultat de determinar correctament l'edat real de les oliveres, recentment la Generalitat de Catalunya ha substituït la denominació d'«oliveres mil·lenàries» per la d'«arbres monumentals».
Els investigadors del Centre de Recerca Ecològica i Aplicacions Forestals (CREAF), fins a l'any 2012, han determinat que l'olivera més longeva es troba a la comarca del Montsià amb una edat de 627 anys i que es tracta d'una de les majors edats documentades en un ecosistema mediterrani i en el continent europeu. El mètode que s'ha seguit per la determinació de l'edat és el mètode clàssic en dendrocronologia basat en l'anàlisi dels anells obtinguts a través de l'extracció d'un estret cilindre de la fusta que va des de l'escorça al cor de l'olivera.
Les dades dendrocronològiques obtingudes també poden servir per a reconstruir les condicions climàtiques dels darrers segles.

### Subespècies d'olivera
Es poden observar diferents subespècies d'olivera depenent de la regió on es localitzen:
- O. europaea ssp. europaea, que agrupa la varietat sylvestris (ullastre) i la varietat europaea, que és la conreada tant al nord com al sud del Mediterrani i als llocs on s'ha estès el seu cultiu en l'actualitat.
- O. europaea ssp. guanchica, endèmica de les illes Canàries.
- O. europaea ssp. cerasiformis, endèmica de les tres illes de l'arxipèlag de Madeira.
- O. europaea ssp. laperrinei, existent a les zones d'alta muntanya més plujoses del Sàhara.
- O. europaea ssp. maroccana, a les muntanyes de l'Atles marroquí.

### Hàbitat
El seu hàbitat són les regions càlides i seques de clima temperat. Les varietats silvestres habiten en terrenys pedregosos, garrigues i formacions del litoral, mentre que les varietats de cultiu es planten en grans extensions i també en podem trobar exemplars en parcs i jardins.

## Descripció

### Estructura vegetativa

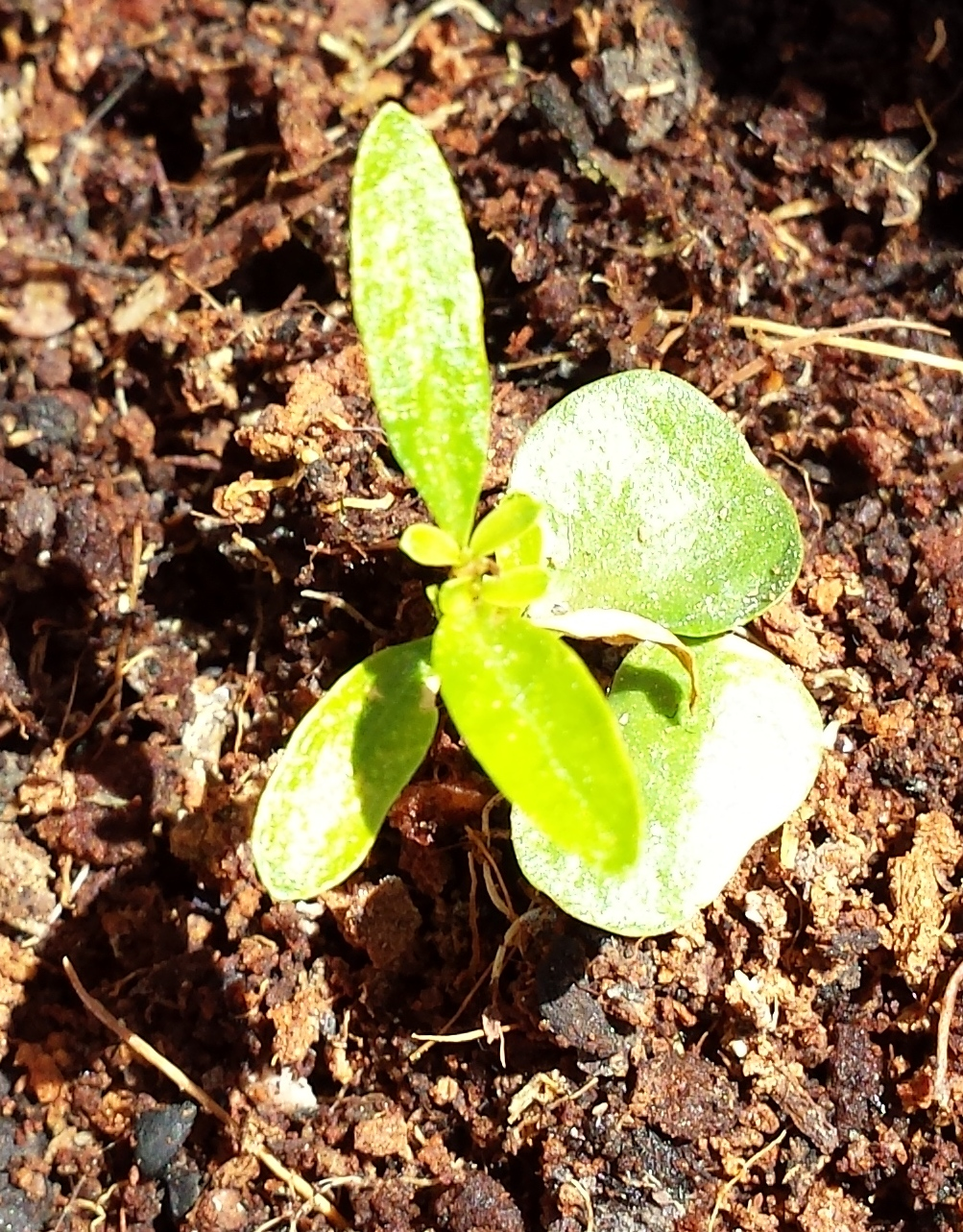
Plàntula d'olivera encara amb els seus dos, arrodonits, cotilèdons

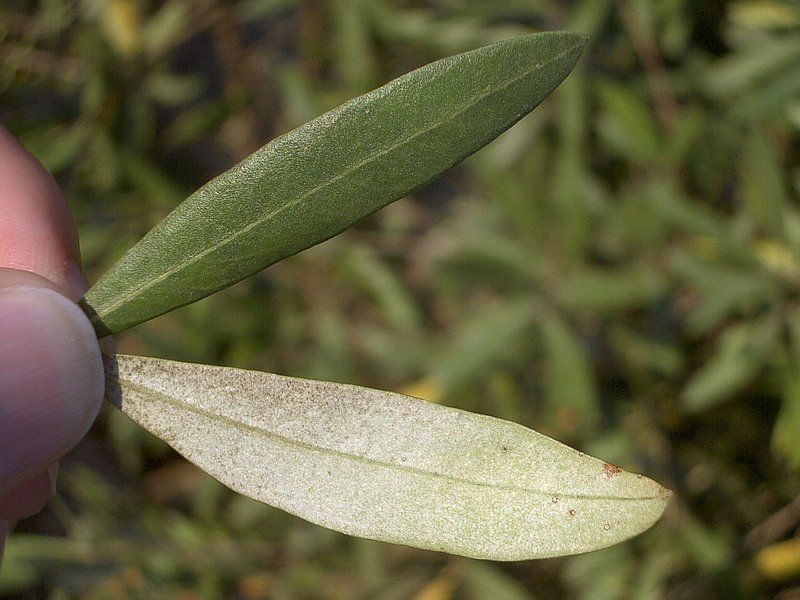
Fulles d'olivera mostrant la diferència entre l'anvers, verd, i el revers, grisós i pelut

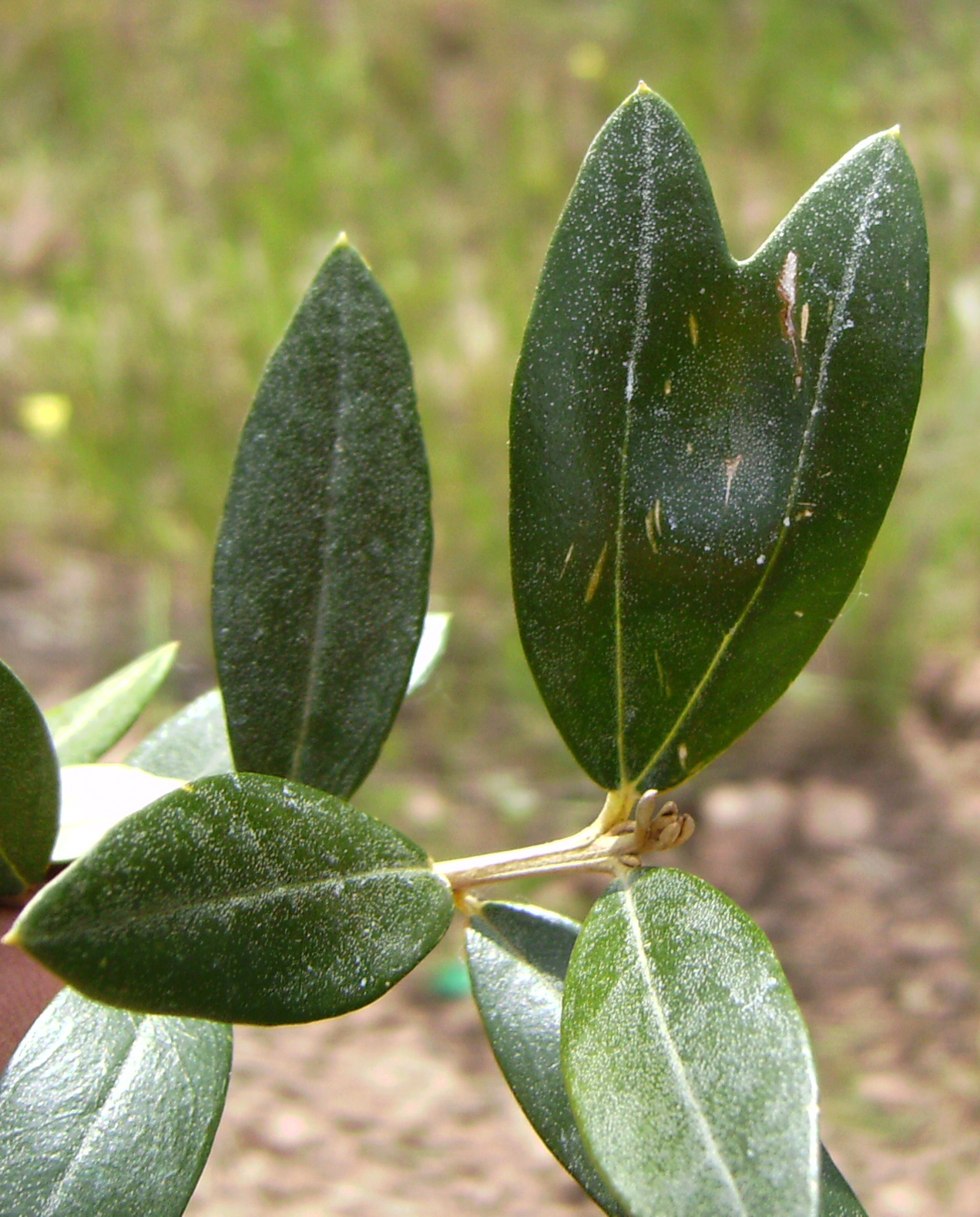
Fulla doble anormal en una olivera de la varietat Leccino

És un arbre perenne amb la capacitat de viure i produir durant centenars d'anys. Té port mitjà: fa entre 2 i 10 metres d'alçada (és un macrofaneròfit).
Segueix una estructura vegetativa de corm, formada per: arrel, tija (tronc) i fulles. L'arrel, en el cas d'arbres nascuts de llavor, és axonomorfa i té caràcter pivotant, és a dir, que hi ha una arrel principal que sense ramificar-se penetra a la terra. Quan l'arbre prové de l'arrelament d'estaquetes, en canvi, es formen un conjunt d'arrels secundàries. En tots dos casos, però, van creixent, de manera contínua, petites arrels que són les que més fàcilment absorbeixen els nutrients. La fondària a la qual arriba l'arrel depèn de l'estructura, la fertilitat i la humitat del terreny. El tronc és tortuós, gruixut i ramificat. L'escorça, en els exemplars joves, és llisa i de tonalitats gris clar, i amb els anys s'esquerda i s'enfosqueix. La fusta és dura. La capçada és arrodonida, atapeïda i irregular. Les fulles són simples, coriàcies i lanceolades, i tenen les vores enteres i l'àpex agut. Es disposen de manera oposada i són persistents, és a dir, que no cauen habitualment fins passats dos o tres anys de la seva formació. La longitud varia entre 3 i 8 cm, i l'amplada, entre 1 i 2 cm. El pecíol és curt: fa uns 0,5 cm. L'anvers de la fulla és d'un color verd fosc, amb una certa lluïssor a causa d'una cutícula que és poc permeable a l'aigua, típica de les plantes que, com l'olivera, són xeròfiles. Al revers, en canvi, les fulles són de color verd gris platejat a causa de la presència de nombrosos pèls protectors anomenats tricomes que recobreixen els estomes, que només són en aquesta banda inferior de la fulla, i eviten la pèrdua d'aigua.

### Parts reproductives

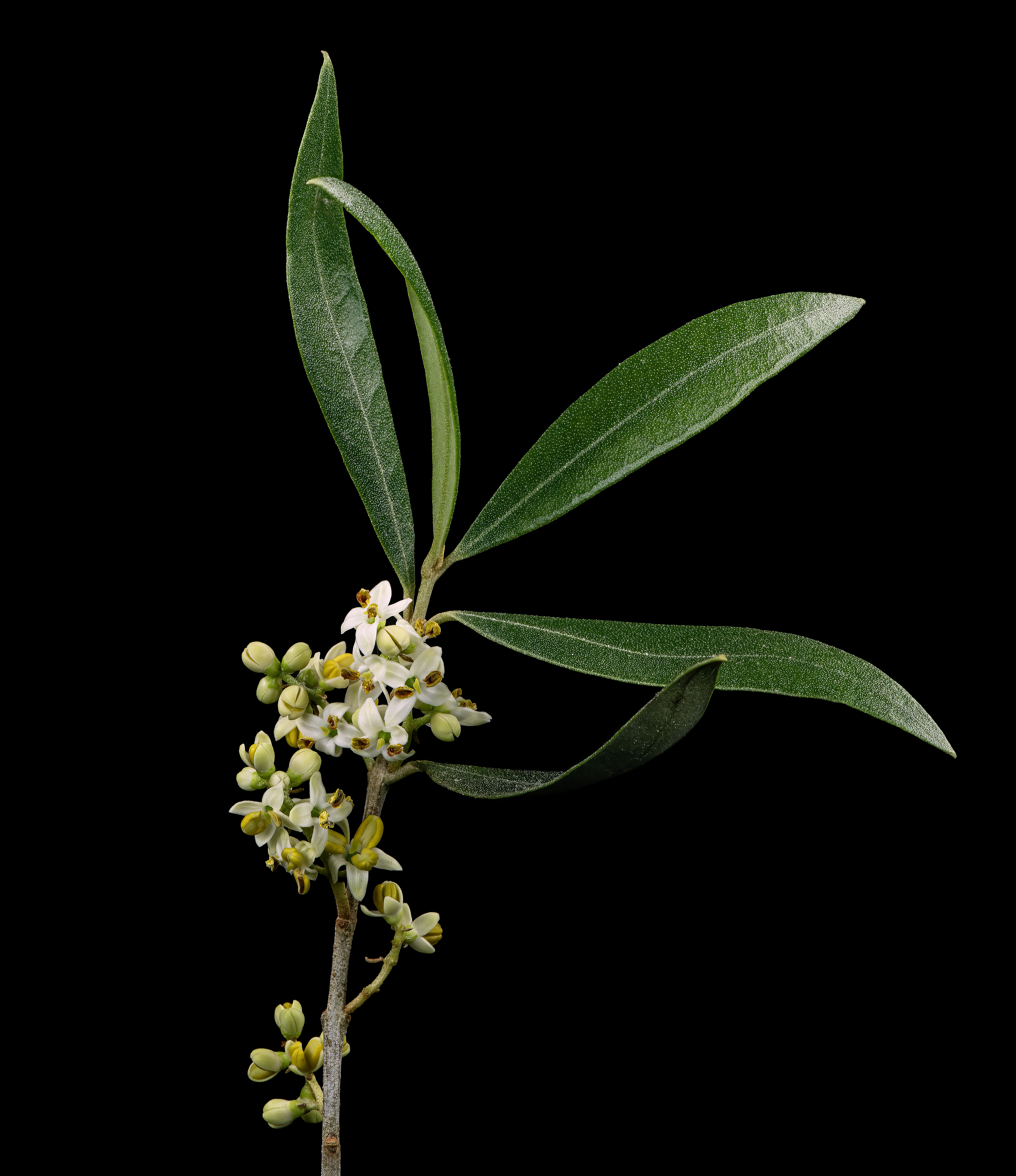
Flors d'olivera a punt d'obrir-se a San Daniele del Friuli (Itàlia)

L'olivera comença a florir des de la fi de març, però les flors vertaderes surten a l'abril o al maig. Són petites i actinomorfes amb simetria radiada. La corol·la és de color blanc o blanc groguenc, amb quatre pètals soldats per la base, és a dir, que és gamopètala. El calze és petit i format per quatre sèpals soldats (gamosèpal). L'androceu està format per dos estams soldats als pètals. El gineceu és bicarpel·lar, és a dir, format per dos carpels soldats que formen el pistil que està compost per un ovari súper, un estil curt i un estigma bilobulat i papil·lós.
Les flors estan inserides en unes inflorescències paniculades petites i axil·lars que contenen de 10 a 40 flors. Hi ha flors de dos tipus: les perfectes i les estaminíferes. Les flors perfectes són hermafrodites, és a dir, que contenen els dos sexes, i això queda clar per la presència d'estams i pistil ben desenvolupats. Les flors estaminíferes, com el nom indica, només tenen estams i, per tant, són flors masculines i seran incapaces de produir fruit. Les flors estamníferes es troben a l'arbre en proporció variable; en condicions de forta secada són les úniques que apareixen, i en aquest cas no hi ha producció d'olives.
La formació de les flors s'inicia a la tardor de l'any anterior a la florida.

### El fruit

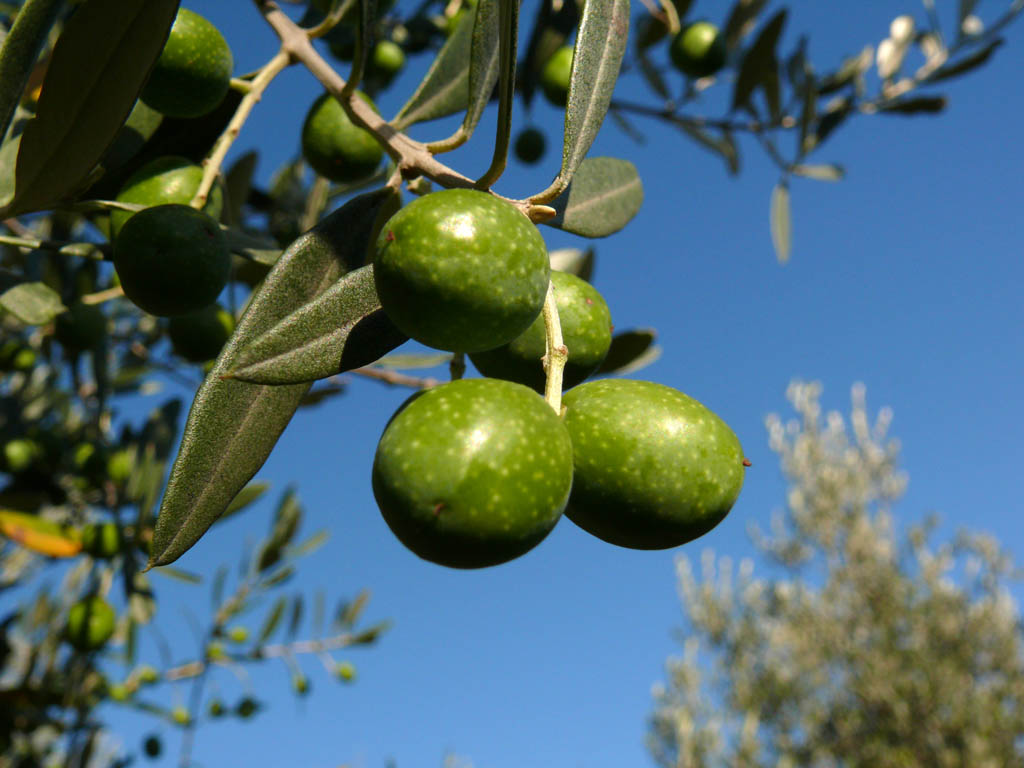
Olives a l'arbre

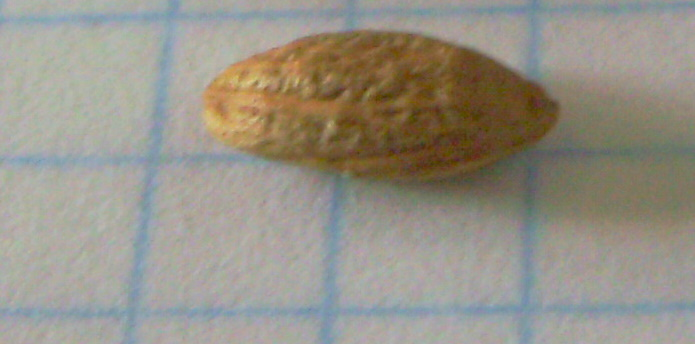
Llavor de l'olivera, sense el seu pinyol que l'envolta

El fruit de l'olivera és l'oliva. El procés de pol·linització per permetre que les flors fructifiquin és semblant al de qualsevol angiosperma: un dels dos gamets masculins del tub pol·línic s'uneix a l'òvul i l'altre als nuclis polars. També podem obtenir fruits per partenocàrpia, però, en aquest cas, les olives, que s'han format sense un procés de fecundació de la flor, tenen una mida molt reduïda. Generalment, aquesta pol·linització és duta a terme pel vent, ja que es tracta d'una planta anemòfila, però de vegades els insectes també participen en aquest procés.
L'oliva és un fruit en drupa relativament petit i amb forma el·lipsoïdal o globosa més o menys simètrica. Té la llavor tancada en un endocarpi dur que forma el pinyol el qual se solidifica de 4 a 6 setmanes després de l'inici de la formació del fruit i s'endureix fins 3 mesos després El mesocarpi continua creixent durant tota l'estació. El creixement del fruit mostra una corba de creixement doble sigmoide com també passa en la majoria de les drupes. La llavor arriba a la maduresa just abans que el fruit canviï de color en l'estadi dit “maduració verda”. El creixement del fruit s'atura quan aquest comença a canviar de color. després de l'estadi de maduració verda hi ha un decreixement del contingut de clorofil·la i un increment de l'acumulació d'antocians responsable del color negre del fruit. El seu color pot prendre diferents tonalitats, que oscil·len de verd a vermell, però quan madura es torna negra. Normalment mesura d'1 a 4 cm de longitud i de 0,6 a 2 cm de diàmetre, depenent de la varietat. El percentatge del contingut d'oli varia segons les cultivars entre el 12 i el 28%. Per hectàrea es pot arribar a tenir 22.000 kg d'olives. El pes de les olives varia entre 1 i 12 grams segons les varietats.
Per exemple, són molt petites les olives de les varietats Arbequina i Koroneiki i són molt grosses l'Ascolana i la Gordal. El fruit es divideix en endocarpi (pinyol), mesocarpi (polpa) i exocarpi (pell). L'endocarpi està format per una sola llavor dura i ovoide. L'emmagatzemament de l'oli es fa en les cèl·lules parenquimàtiques del mesocarpi.

### Cicle vegetatiu
| Fases vegetatives                                            | Inici                                                  | Durada       | Manifestacions                                                                       |
| ------------------------------------------------------------ | ------------------------------------------------------ | ------------ | ------------------------------------------------------------------------------------ |
| Repòs vegetatiu                                              | desembre-gener                                         | 1-3 mesos    | Activitat germinativa parada o alentida.                                             |
| Inducció floral                                              | febrer                                                 | -            | Els fruits es desenvolupen (l'any següent).                                          |
| Represa de la vegetació                                      | final de febrer                                        | 20-25 dies   | Emissió d'una nova vegetació de color verd clar.                                     |
| Aparició de botons florals (garrons). Garronar: treure garró | meitat de març                                         | 18-23 dies   | Inflorescències de color verd, blanquinoses quan són madures.                        |
| Floració                                                     | de principis de maig a principis de juny               | 7 dies       | Flors obertes i aparents, pol·linització i fecundació.                               |
| Fructificació                                                | final de maig, a principi de juny                      | -            | Caiguda dels pètals.                                                                 |
| Desenvolupament dels fruits                                  | segona meitat de juny                                  | 3-4 setmanes | Fruits petits.                                                                       |
| Enduriment del pinyol                                        | juliol                                                 | 7-25 dies    | Fi de la formació de fruits que han esdevingut resistents.                           |
| Creixement dels fruits                                       | agost                                                  | 1,5-2 mesos  | Augment considerable de la mida dels fruits i aparició de lenticel·les.              |
| Inici de la maduració                                        | a partir de la segona meitat d'octubre fins a desembre | -            | La meitat de la superfície del fruit canvia de verd a un vermell violaci.            |
| Maduració completa                                           | des de la fi d'octubre fins al desembre                | -            | Fruits amb una coloració uniforme de tons que oscil·len entre el violeta i el negre. |

L'olivera presenta de forma molt acusada el fenomen de la contranyada i té la tendència de manera natural a produir cada dos anys. La producció succeeix lentament i progressiva, però de manera durable entre 1 i 7 anys. Aquest és el període d'instal·lació improductiva, la durada del qual es pot doblar en cas de patir una època de sequera. Fins als 35 anys l'arbre es desenvolupa i experimenta un augment progressiu de la producció; entre els 35 i els 150 anys, l'olivera aconsegueix la plena maduresa i la seva producció òptima, i, a partir dels 150 anys, l'arbre envelleix i els seus rendiments són aleatoris.

### Fisiologia de l'olivera
Probablement l'olivera és entre els arbres subtropicals de fruit el més resistent al fred. És l'espècie esclerofil·la i glicofítica (les glicofites són les plantes no halòfites) més tolerant a la sal i la secada que altres arbres temperats de fruit. Alguns autors inclouen l'olivera en la categoria arbusts del desert. Es tracta a més de l'única oleàcia de fruit comestible. Cultivable en una gran varietat de sòls fins i tot en els prims i de baixa qualitat. L'amplitud de pH possible pels sòls on es conrea l'olivera va del 5,5 al 8,5 amb l'òptim entre 7 a 8. Només són limitants els sòls compactes pobrament drenats per la sensibilitat de l'olivera a la hipòxia (que asfíxia les arrels).

#### Resistència a la secada
Sota condicions d'alt deficit de pressió de vapor a l'aire (Da), les oliveres eviten una excessiva pèrdua d'aigua tancant els seus estomes. Les fulles de l'any en curs tenen un millor control dels estomes que les de l'any anterior. Les oliveres de secà es recuperen ràpidament després de l'estació secade l'estiu, mostrant, dos dies després de la tornada de la pluja, els valors fisiològics similars a les oliveres regades.
Les fulles i la capçada: Les fulles estan adaptades a evitar pèrdues excessives d'aigua. A més de tenir característiques d'esclerofil·la, té mecanismes controladors de la pèrdua d'aigua. L'arbre té fulles de fins a tres anys. Amb l'edat es modifiquen les característiques de les fulles i la resposta al medi ambient. En la varietat manzanilla s'ha mesurat la superfície mitjana de fulla trobant una mitjana de 359 mm2 en una sola cara i un pes de fulla específic (mean specific leaf weight, SLW), és a dir, el pes sec de la fulla dividit per la superfície de la fulla, de 203 grams m2 per l'any en curs i de 319 gm2 per les fulles velles. En mostres preses durant el mes d'abril es va trobar una mitjana de 59,9% d'humitat sobre fulla fresca de l'any en curs i una humitat del 47,6% en la fulla de l'any anterior. La transpiració té lloc només a través de l'estoma mentre que la cera cuticular l'evita a través de la membrana cuticular. A més la capa del mesòfil està densament empaquetada cosa que fa que quedi exposada poca superfície de parets cel·lulars a l'aire. Només hi ha estomes en la superfície abaxial la seva densitat de 200 a més de 700 mm2 segons cultivar i nutrició. Les cultivars més resistents al fred semblen tenir menys densitat d'estomes

#### Fotoperíode i temperatura
Aquesta planta no respon al fotoperíode (és una planta de dia neutre). En alguns cultivars calen 1.000 hores per sota d'una temperatura de 7 °C. L'olivera comença a formar els borrons de flor cap a la fi de l'hivern, aproximadament de 8 a 10 setmanes abans de la plena florida en resposta a la progressió de les temperatures hivernals. L'exposició a una temperatura constant de 12,5 °C resulta en una producció significativa de flors. Aquesta temperatura s'anomena “punt de compensació” que es creu suficient per a la vernalització però també és una temperatura prou càlida per permetre la concomitant divisió cel·lular. L'olivera necessita com a mínim 10 setmanes per sota de 12,2 a 13,3 per a la completa expressió de la floració, aquesta s'indueix millor quan la temperatura fluctua entre 2 i 15 durant 70-80 dies. Per això en climes tropicals càlids les oliveres no floreixen mai. La florida té lloc en fusta d'un any d'edat. La sensibilitat de la temperatura depèn del cultivar. S'ha de tenir en compte l'efecte de les temperatures extremes (glaçades fortes i temperatures massa altes).
La planta pot patir danys severs amb -12 °C o més alta temperatura si l'exposició és perllongada. Lea altes temperatures abans o durant la florida poden reduir substancialment la productivitat de fruits.

#### Creixement dels òrgans vegetatius
A una zona com la de Sevilla el creixement dels brots és des de febrer fins a agost. L'allargament dels brots està relacionat amb les temperatures mitjanes mensuals. Les fulles, després de formar-se, s'estenen completament de tres a quatre setmanes després segons les condicions medioambientals.
El sistema radicular sembla més adaptat a agafar aigua de ruixats lleugers i intermitents que no pas de les capes profundes. La majoria d'arrels principals creixen més o menys paral·leles a la superfície del sòl sense una arrel profunda dominant. Les arrels són sensibles a la hipòxia i els sòls mal drenats són inadequats per l'olivera. Una alta proporció de les arrels són de diàmetre petit cosa que afavoreix la capacitat d'absorció. Aquesta absorció també s'incrementa per alt gradient entre arrels i sòl causada per “ajustament” osmòtic. La densitat més alta d'arrels es troba prop del tronc però el volum explorat per les arrels pot anar més enllà de la projecció de la capçada. A part per qüestions genètiques la distribució de les arrels està marcada per les condicions del sòl, els arbres veïns i les pràctiques de reg. Les arrels poden reaccionar ràpid després d'un llarg període sec, absorbint l'aigua disponible.

## Farmacologia

### Droga
La droga, que és la part que s'aprofita de la planta per a l'ús farmacològic i medicinal, són tant les fulles com el fruit. D'aquest últim, el que se n'aprofita és l'oli que se'n pot extreure.

### Composició química
Les fulles contenen: 
- Secoiridoides: presenta quantitats significatives d'un heteròsid amarg, l'oleuropeòsid derivat de l'oleuropeïna. També altres, com oleuròsid, ligustròsid i oleaceïna.
- Flavonoides: olivina (xalcona), heteròsids d'apigenina, luteolina (flavona), rutina.
- Triterpens: àcids oleanòlic, maslínic.
- Glúcids: presenta petites quantitas de sucres lliures i alcohols derivats, com el manitol (2-3%).[11]
- Sals minerals (4-5%).

Els fruits contenen:
- Oli. Triglicèrids d'àcid oleic (56-83%), palmític (8-20%), linoleic (4-20%) i esteàric (9-12%)
- Esteroides (0,12-0,25%). Beta-sitosterol, estigmasterol, delta-7-estigmasterol, delta-5-avenasterol, campesterol.[11]

### Usos medicinals
La Comissió E del Ministeri de Sanitat alemany no ha aprovat cap ús per l'olivera.
Tot i això, tradicionalment s'ha utilitzat com a: 
- Antihipertensiu: l'olivera té una classificació terapèutica PC02.
- Per combatre lartereoesclerosi.
- Contra l'artritis.
- Contra les artràlgies.
- Contra la gota.
- Per la diabetis.
- Per combatre la febre arterial.[11]

### Accions farmacològiques
Les fulles tenen les següents propietats:
- Antihipertensiu i inhibidor de l'angiotensina convertasa. S'ha comprovat en nombrosos assajos clínics que la infusió d'olivera produeix un efecte antihipertensiu a conseqüència d'un efecte vasodilatador perifèric. S'ha postulat un cert efecte inhibidor de l'angiotensina convertasa, probablement per la presència d'oleaceïna, que inhibeix parcialment l'enzim convertidor d'angiostensina (ECA).
- Espasmolític.
- Coronariodilatador.
- Antiarítmic.
- Diürètic. A causa dels flavonoides, triterpens i sals potàssiques.
- Lleugera activitat antipirètica i antisèptica.

L'oli presenta d'altres propietats:
- Hipolipemiant. Com a conseqüència de la presència d'àcids grassos insaturats com l'oleic o el linoleic.
- Exerceix una acció colagoga.
- Hipocolesterolemiant
- Lleugerament laxant i
- Emol·lient en aplicació tòpica.
- En dermatologia s'utilitza per via externa en el tractament d'èczema, psoriasi, cremades i altres dermatitis.[11]

### Toxicitat i contraindicacions
L'oleuropeòsid, que és el secoiridoide més abundant, és inestable. Per aquest motiu, és convenient emprar fulles fresques o extractes estabilitzats. Cal tenir en compte que pot produir interaccions amb altres antihipertensius, potenciant-ne els efectes d'aquests fàrmacs.
Durant l'embaràs i la lactància no s'ha d'utilitzar, ja que no es tenen dades que n'avalin la seguretat.
No s'ha d'utilitzar com a colagog quan hi hagi obstrucció de les vies biliars, tot i la tradició com a dissolvent de còlics biliars.

## Alimentació
Les olives (fruit), així com l'oli que s'obté del seu premsat, són elements molt comuns usats en la dieta mediterrània.
L'oliva és un aliment amb gran valor nutritiu que conté poques quantitats de sucre i que sol menjar-se en aperitius i amanides.
L'oli d'oliva és l'element diferencial per excel·lència de l'alimentació mediterrània. S'utilitza tant per amanir com per fregir aliments. La seva composició lipídica aporta certs àcids grassos que són essencials pel nostre organisme i ajuda a algunes vitamines a ser absorbides pel cos humà.

## Història i usos tradicionals
L'olivera és una planta present en moltes cultures. A l'Antiga Grècia, per exemple, l'oli d'oliva era considerat sagrat i era usat per ungir reis i atletes. Les branques fulloses de les oliveres eren símbol d'abundància, glòria i pau i s'utilitzaven per coronar els vencedors dels jocs amistosos o les guerres. D'acord amb la mitologia d'aquesta zona, l'olivera va ser un regal de la deessa Atenea al poble de l'Àtica. També trobem l'olivera present a la cultura egípcia on les seves branques són un símbol de benedicció i purificació i les trobem presents a la tomba de Tutankhamon. A Roma, el poeta Horaci, en fa menció al fruit fent referència a la seva pròpia dieta a la que qualifica de molt simple: "Per a mi, olives, escarola, i malva.". Lord Monboddo comenta que les olives eren, el 1779, un dels aliments preferits de les persones grans.
L'olivera és una de les plantes més citades en la literatura. En l'Odissea d'Homer, per exemple, Ulisses s'arrossega per sota de dos brots d'olivera.
L'olivera també té un paper important a la Bíblia on hi és esmentada més de 30 vegades tant en el Vell com en el Nou Testament. Per exemple, va ser una branca d'olivera la que va demostrar a Noè que el diluvi s'havia acabat. També Moisès lliurava dels serveis militars a aquells que conreaven oliveres. L'Alcorà també esmenta l'olivera.
Aquest fet de trobar l'olivera tan present en les diferents cultures mediterrànies i en la literatura es deu als llocs on ha aparegut aquest arbre. L'olivera conreada (l'ullastre és una planta naturalitzada des de fa mil·lennis) va fer aparició a la regió mediterrània alguns milers d'anys després que al seu lloc d'origen, l'Orient Mitjà, fa uns 7.000 anys. Al Peloponès, el conreu de l'olivera va començar al voltant del segle iii aC. Després del segle xvi, els europeus van portar l'olivera a Amèrica. Principalment a Califòrnia, Mèxic, el Perú, Xile i l'Argentina. També n'hi ha petites plantacions a la Xina, el Japó i el Nepal. S'estima que actualment hi ha uns 1.500 milions d'oliveres arreu del món. Als Països Catalans el seu conreu es va estendre notablement el segle XIX amb la demanda d'oli a partir de la guerra del Francès, que havia provocat molta pèrdua d'arbrat al territori, i especialment en terres desamortitzades, representant la meitat dels conreus d'arbre i arbust, combinats amb cereals i vinya.
La primavera del 2018 les oliveres emeteren menys pol·len que altres anys.

## Observacions

### Conreu

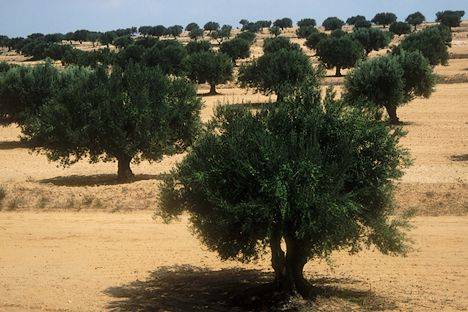
Olivera a prop de Sfax (Tunísia)

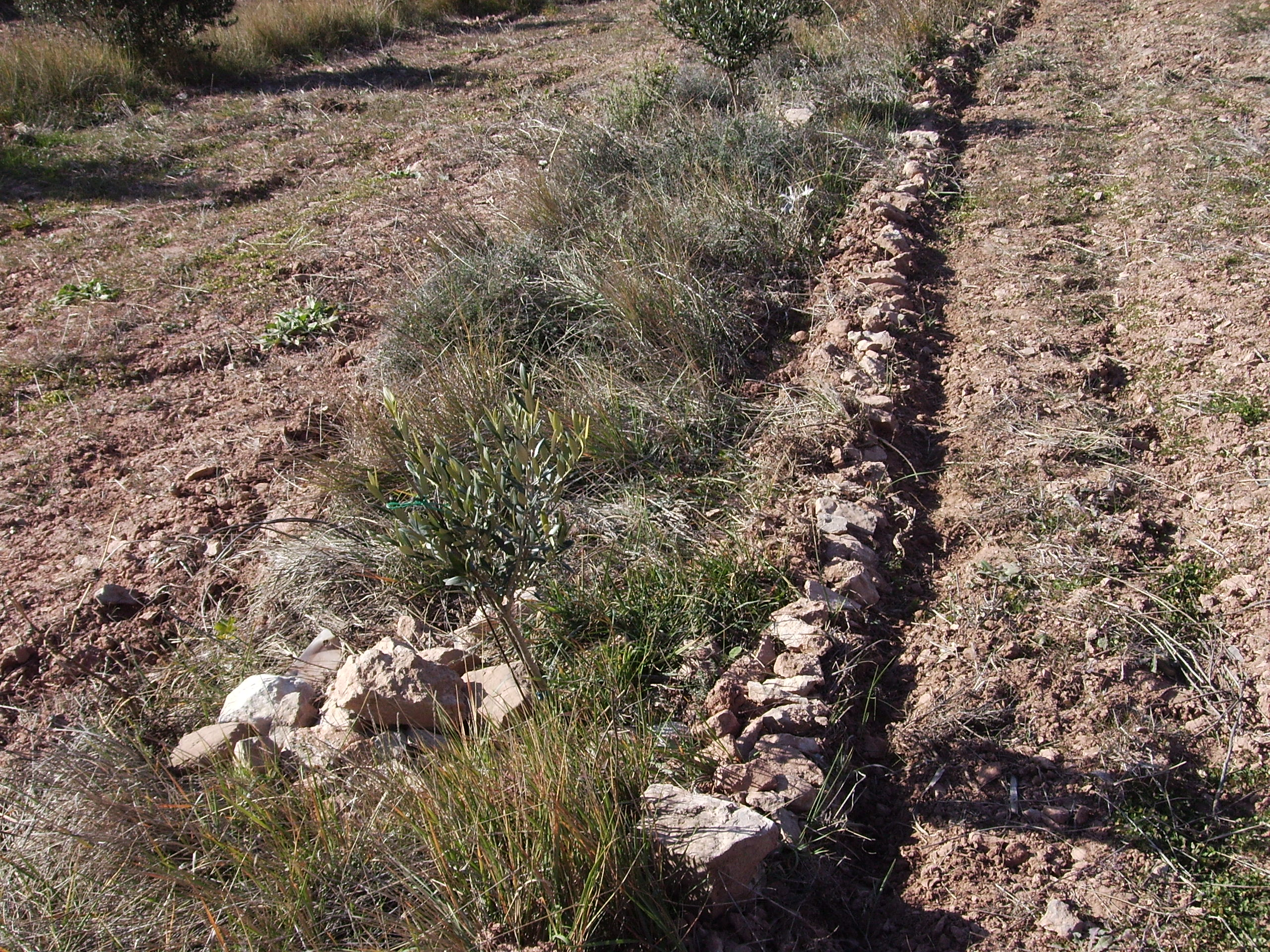
Oliveres joves a Castelltallat, amb una línia de pedres per lluitar contra l'erosió i captar més aigua

Necessitats climàtiques: L'olivera és un conreu propi dels climes mediterranis, caracteritzats per hiverns relativament suaus i estius llargs, càlids i secs. Prefereix les valls arrecerades o les esplanades baixes que no estan exposades als freds intensos. Pot créixer al vessant de les muntanyes orientades al sud.
L'olivera és més sensible al fred que d'altres fruiters com pomeres, pereres o presseguers però és més resistent que els cítrics. Com altres arbres, experimenta un enduriment progressiu a partir de la tardor quan baixen les temperatures. A temperatures entre 0 i -5 graus pateix petites ferides en branquetes joves mentre que entre -5 i -10 graus aquestes branquetes ja poden morir i a partir de -10 graus moren branques grans i, fins i tot, tota la part aèria de la planta. Aquesta darrera situació es va donar el desembre de 2001 quan a zones del Segrià i les Garrigues una glaçada de diversos dies de durada va arribar a -16 graus i es va haver de tornar a formar tota la capçada amb uns 5 anys de pèrdua de la producció.
L'olivera necessita un estiu prou càlid perquè puguin madurar les olives. Dins la classificació agroclimàtica de Papadakis necessita un estiu semblant al que permet el conreu de l'arròs.
Per cultivar oliveres, el mínim pluviomètric es dona a la regió de "Sfax" a Tunísia on es conrea l'olivera amb només 200 litres de pluja anual. Als Països Catalans, els mínims pluviomètrics del conreu són al Segrià amb una mitjana de 350 litres anuals i és la principal causa del baix rendiment de les oliveres en els secans d'aquesta comarca.
Les bones pràctiques agràries determinen que en el cas de terrenys amb pendent, les llaurades es facin seguint les corbes de nivell per tal de limitar el perill d'erosió.
En la plantació tradicional es posaven 100 arbres o menys per hectàrea. Actualment, s'ha comprovat que plantacions més denses, de fins a 300 oliveres per hectàrea, són més productives.
Les feines habituals són:
- Les llaurades, que es fan amb els objectius d'incrementar la retenció d'aigua del sòl i de treure males herbes.
- L'adobat, que es fa mecànicament tot i que l'olivera necessita pocs nutrients comparat amb altres conreus. Ara bé, és molt sensible a la carència de Bor.
- L'esporga, feta manualment amb l'objectiu d'aclarir la capçada per il·luminar i donar una forma a l'arbre de manera que posi més a l'abast les olives.

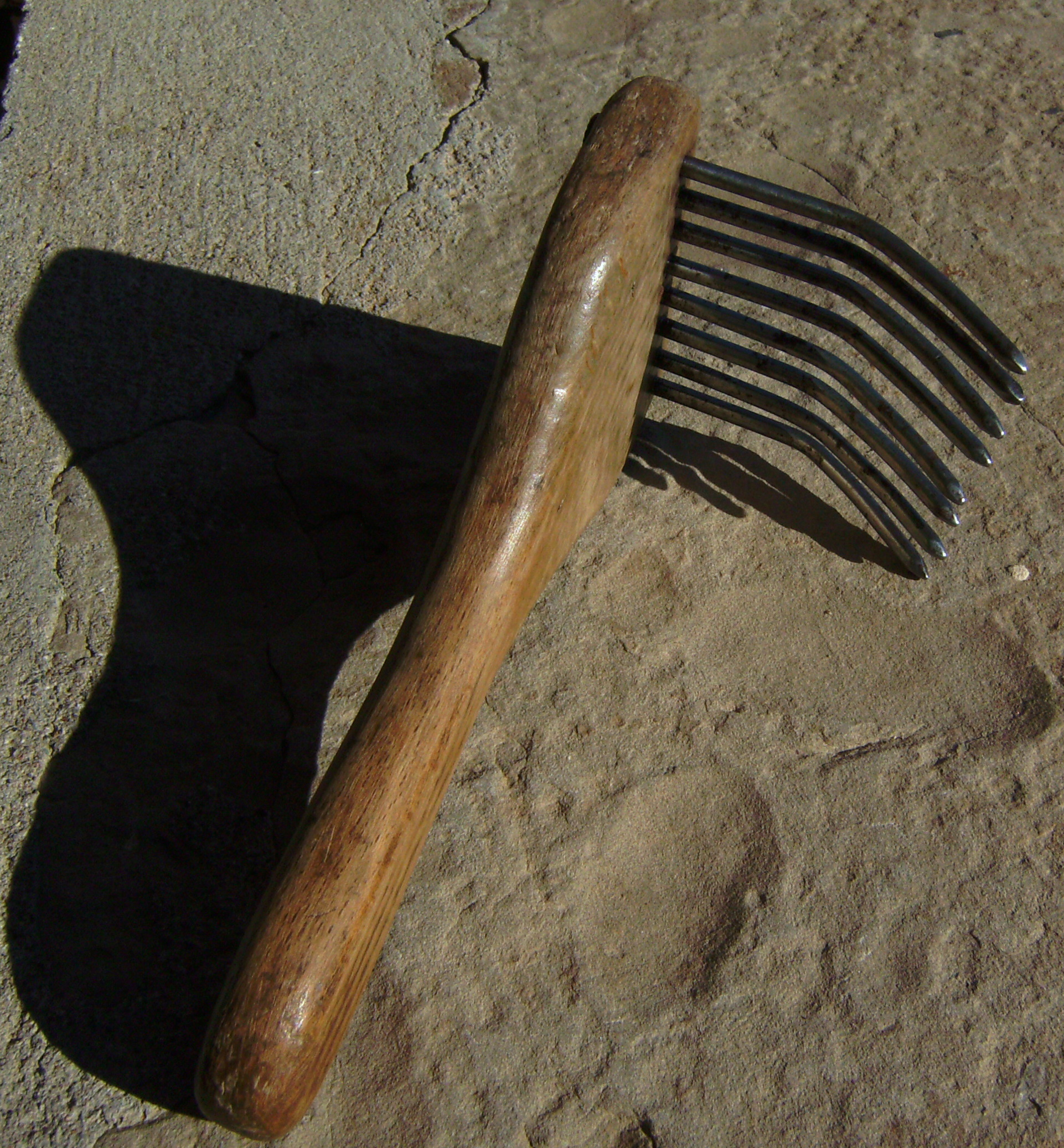
La recol·lecció manual es pot fer amb l'ajut d'una pinta com aquesta

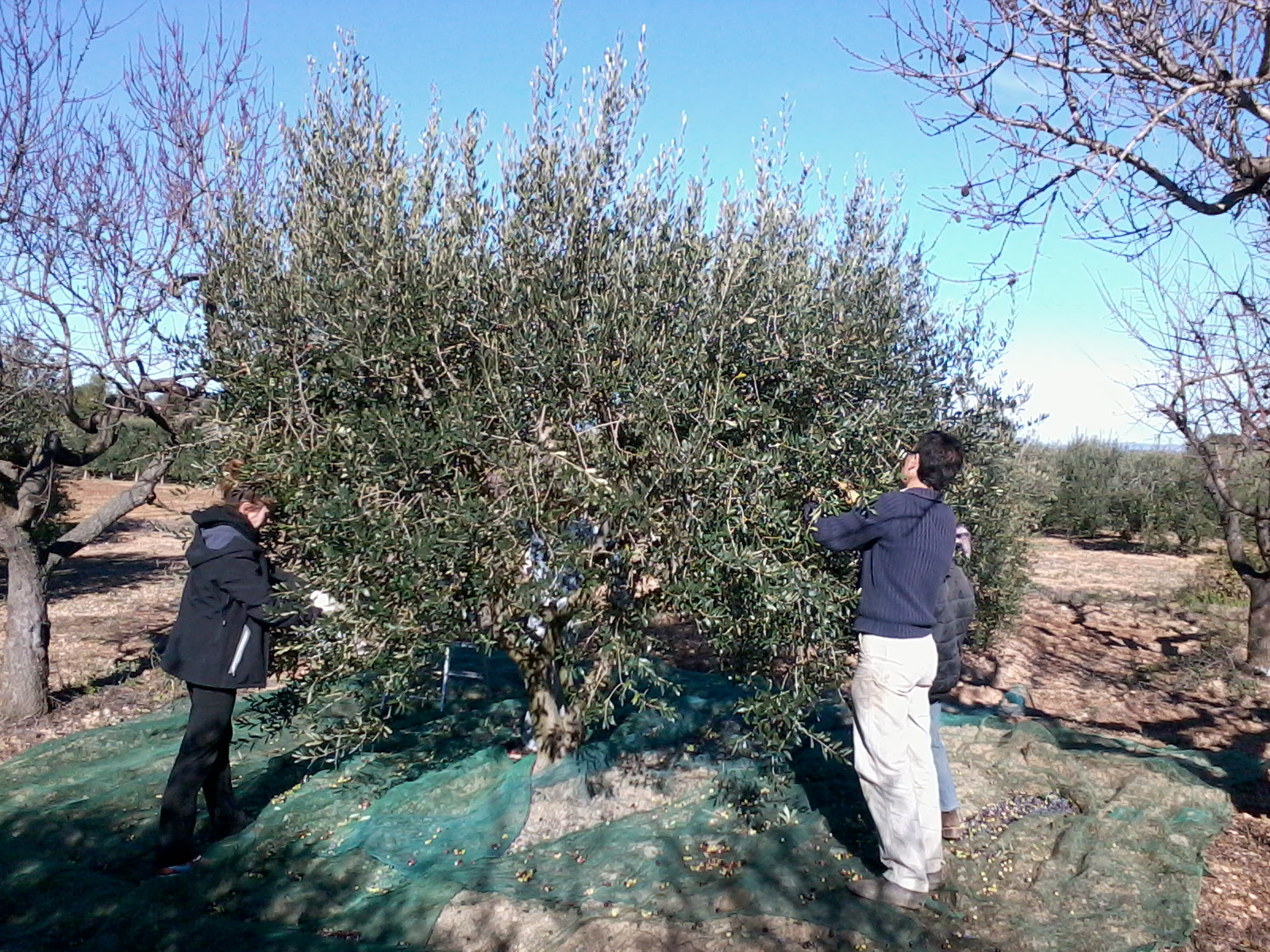
Collita de l'oliva manualment a Alcover, Alt Camp.

- La recol·lecció abans manual i ara mecanitzable amb vibradors individuals o amb grans màquines autopropulsades. Les olives per a oli es cullen a final de tardor i començament d'hivern. Algunes varietats són collides a mà quan encara són verdes i un cop adobades són consumides com a olives de taula. Tradicionalment, les destinades a l'obtenció d'oli es collien posant unes borrasses (malles o sacs cosits), folrant el terra per sota de la copa (i un parell de sacs al voltant de la soca, per evitar perdre les olives per aquesta zona) i es feien caure: amb les mans pentinant els branquillons amb fruit o amb una mena de "pintes" de ferro o a cops de vara (a les varietats que ho permeten per tenir una oliva que cau fàcilment en colpejar-la). Les olives esteses damunt les borrasses es recullen en coves o algun altre recipient per poder portar-les al trull o molí per moldre-les i extreure'n oli. Antigament, també es collien les que ja havien caigut abans d'anar-les a collir, i que, per tant, estaven entre les pedres i els terrossos de terra, però avui en dia és una pràctica feixuga i antieconòmica. A més, l'oli que resulta de les collides a terra és de qualitat molt dolenta per un excés d'acidesa.

En l'actualitat es generalitzen les tècniques de mínim conreu, és a dir, que només es fan les llaurades indispensables i es treuen les males herbes amb herbicides. Amb aquesta tècnica s'obtenen produccions semblants amb un menor cost econòmic.
L'agricultura ecològica està molt difosa en el conreu de l'olivera, gràcies al fet que en un arbre rústec és molt fàcil aplicar-la. Combat les plagues utilitzant feromones i insecticida biològic i no fa servir productes de síntesi química per adobar ni herbicides.
Les plantacions "superintensives" o d'alta densitat suposen plantar unes 2.000 oliveres per hectàrea, amb una mecanització total de l'esporga. La recol·lecció es fa amb màquines que passen per sobre de les plantes, a l'estil de les màquines veremadores. Això redueix molt el cost de recol·lecció, però no hi ha prou experiència respecte a si aquestes noves plantacions poden aguantar aquest sistema un nombre d'anys suficient.
El conreu de l'olivera és tradicionalment de secà, tot i que actualment també se'n fa en regadiu i així s'assegura la producció, ja que, si l'any és molt sec, la producció pot ser nul·la.

### Fitopatologia
L'insecte que causa els problemes més seriosos en l'oliva és la mosca de l'oliva (Bactrocera oleae), es combat principalment amb insecticides de síntesi química i en alguns casos amb el control biològic. També és important Prays oleae
Els fongs poden provocar la mort de tota l'olivera (per exemple els del gènere Verticillium) o afectar-ne les fulles (ull de poll, Saissetia oleae i els fongs que aquesta propicia) o el fruits (com l'oliva sabonosa).

### Curiositats sobre les diferents varietats

#### Varietats-cultivars
Les varietats cultivades de l'olivera s'han format per tres vies: selecció d'ullastres amb característiques adients per ser conreats (aquesta seria, cronològicament, la primera font de diversificació varietal), selecció d'oliveres procedents de la sembra de la llavor (per tant, amb diversificació sexual) i selecció d'arbres reproduïts per via vegetativa (amb possibles mutacions).
Varietats cultivades de les terres de parla catalanaarbequina, corbella, empeltre, farga, morrut, sevillenca, alfafara, callosina, changlot reial, palomar o olesana, verdal, verdiell i vilallonga.
Varietats d'altres païsosascolana, frantoio, gordal, hojiblanca, koroneiki, manzanilla, mission i piqual.

#### Varietat silvestre
La subespècie Olea europaea L. spp. sylvestris, coneguda com a olivera borda o ullastre, és la varietat silvestre de l'olivera. És de mida reduïda, amb branques oposades i anguloses, i les inferiors, amb espines. Té les fulles més petites. Els fruits (els olivons) són més petits que les olives, tenen poca polpa i no són comestibles.
A Catalunya és present a les comarques litorals, a més del Segrià i el Baix Cinca fins als 500 metres d'altitud. Al País Valencià i les Balears està més estès i es troba fins als 1.000 metres. La distribució mundial és pel contorn del Mediterrani, normalment a prop del litoral.

## Galeria d'imatges

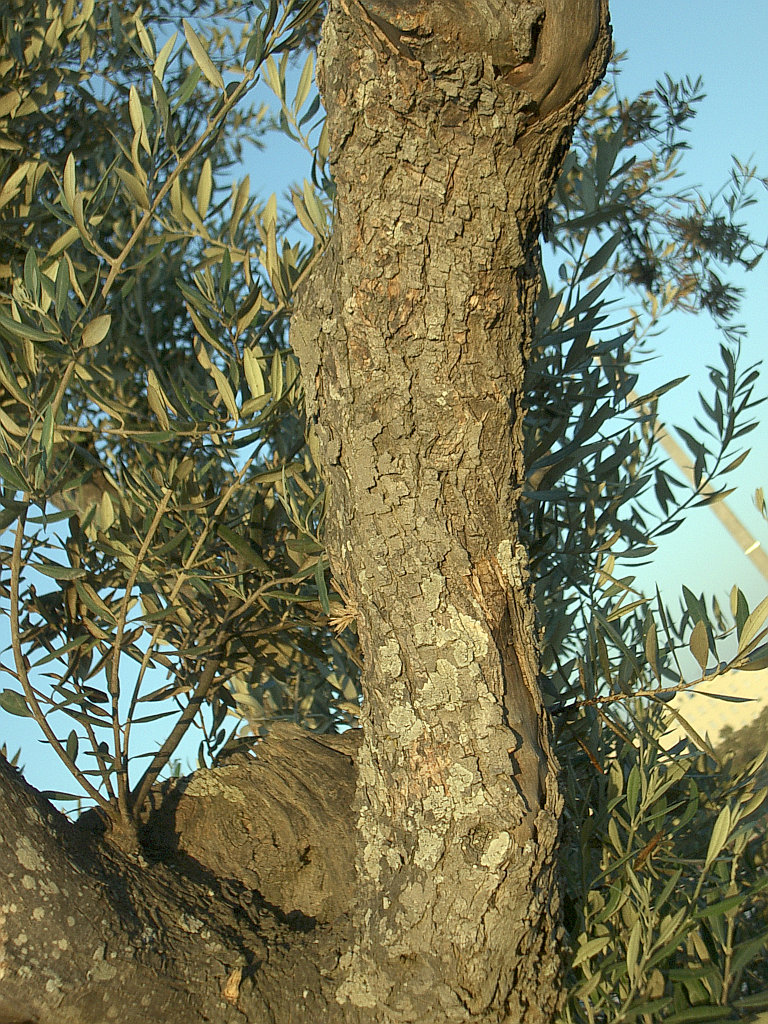
Tronc
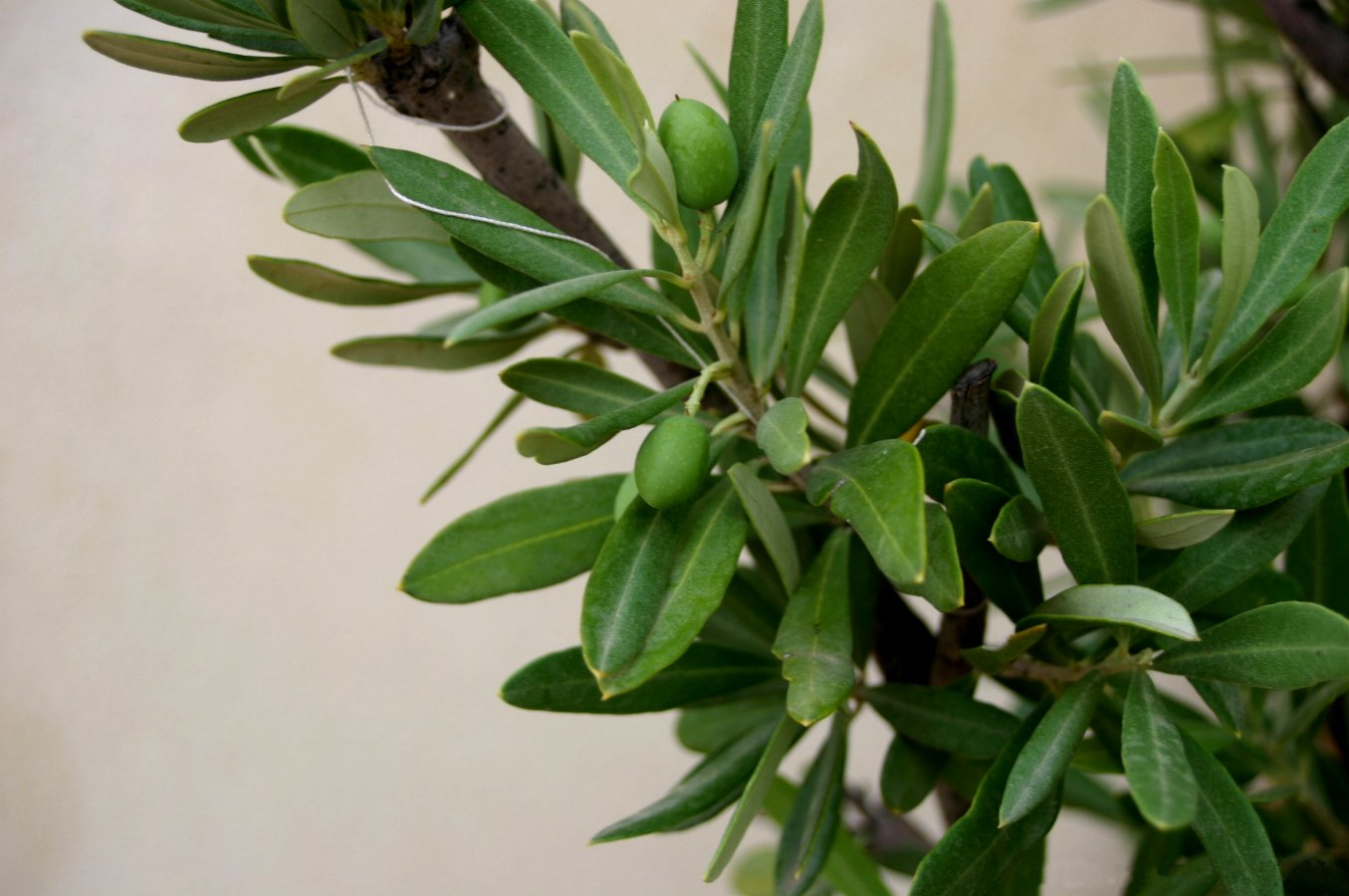
Fulles d'olivera
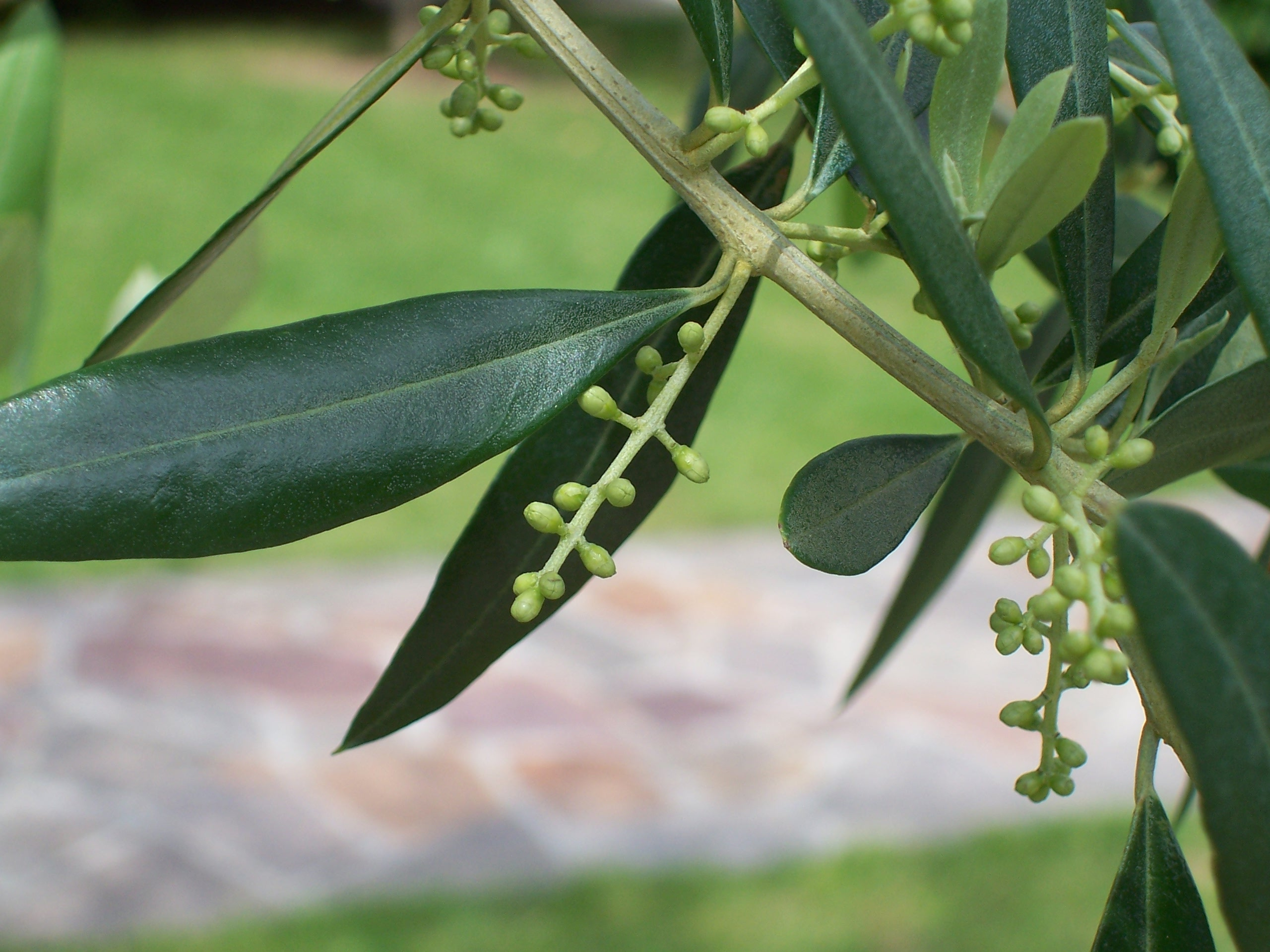
Flors d'olivera a punt d'obrir-se a San Daniele del Friuli (Itàlia)
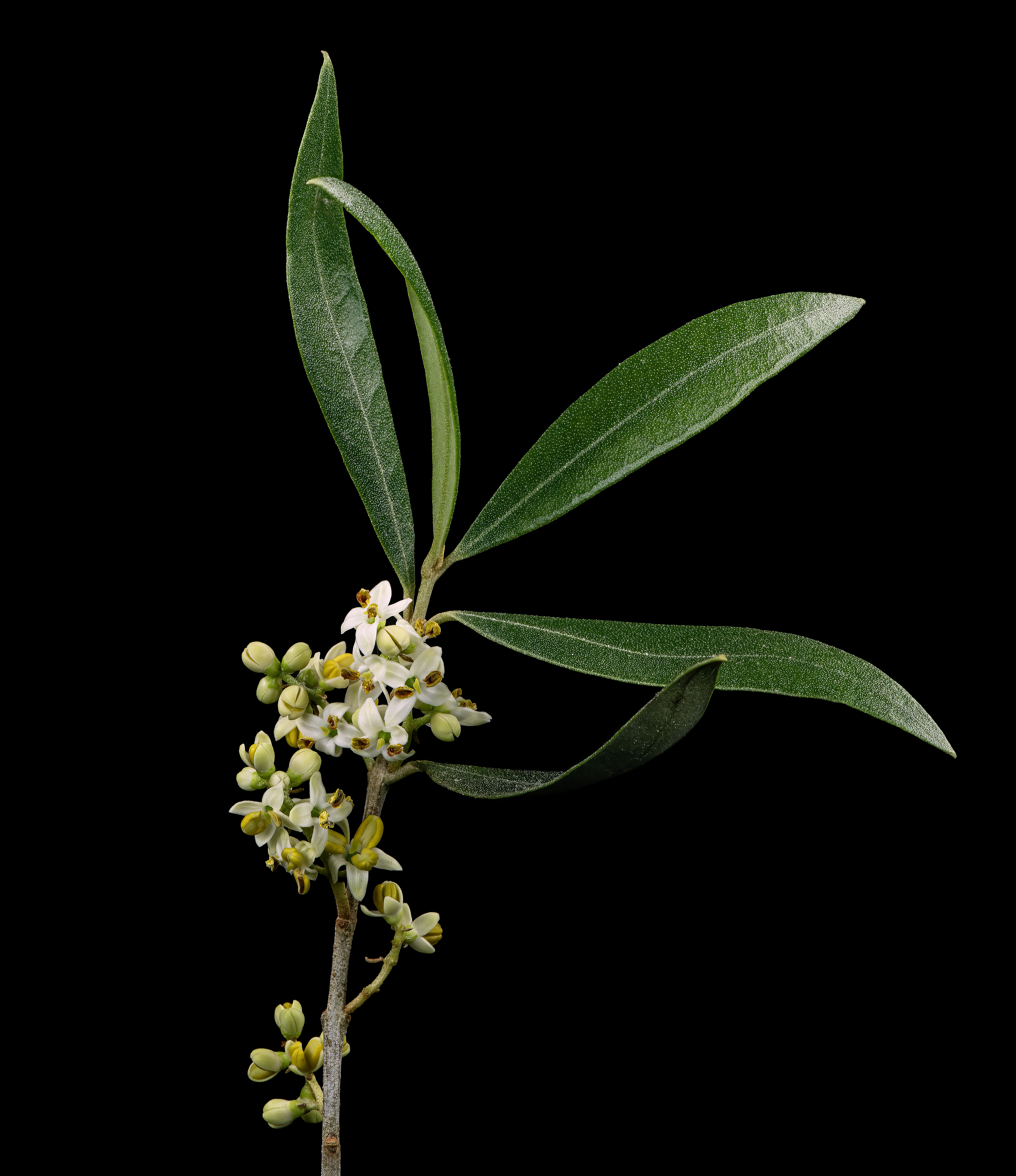
Flors
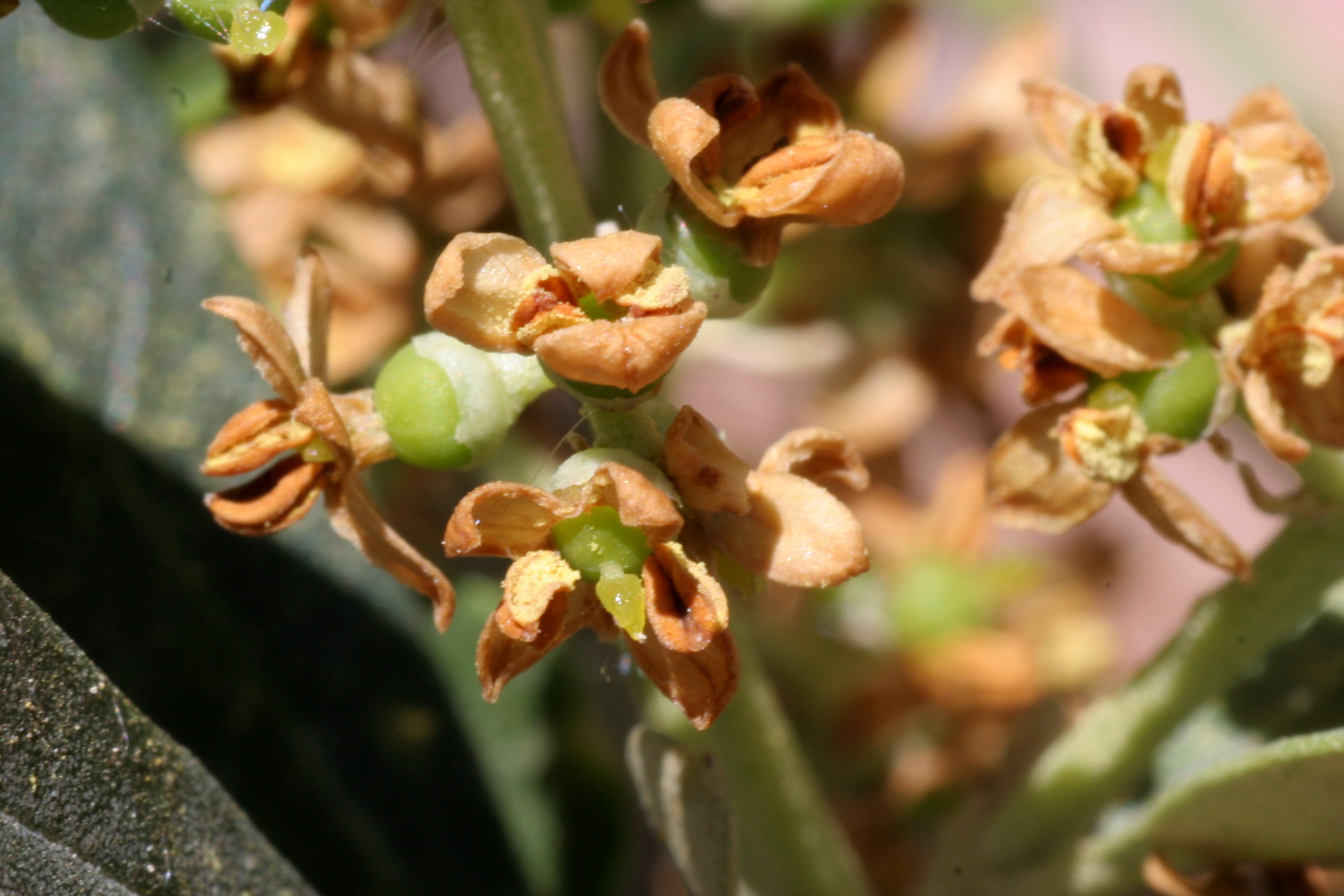
Fruits immadurs
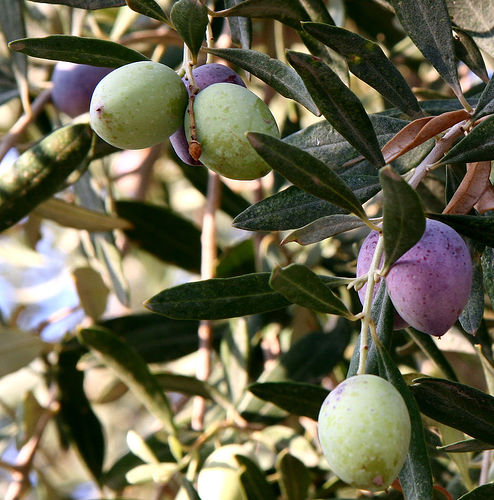
Fruits madurant
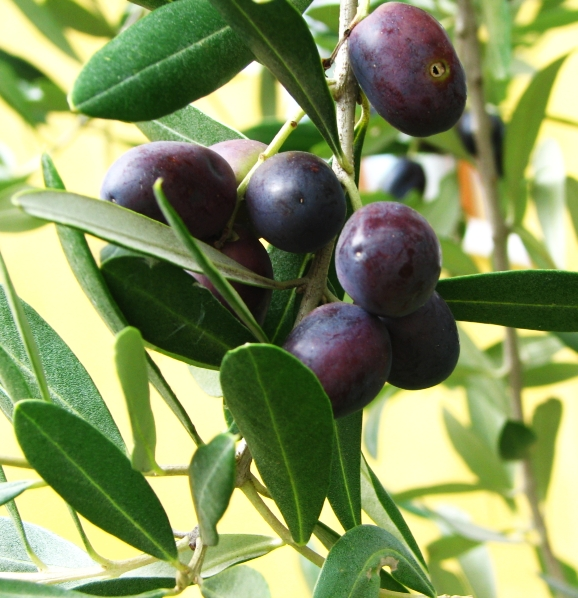
Fruits madurs
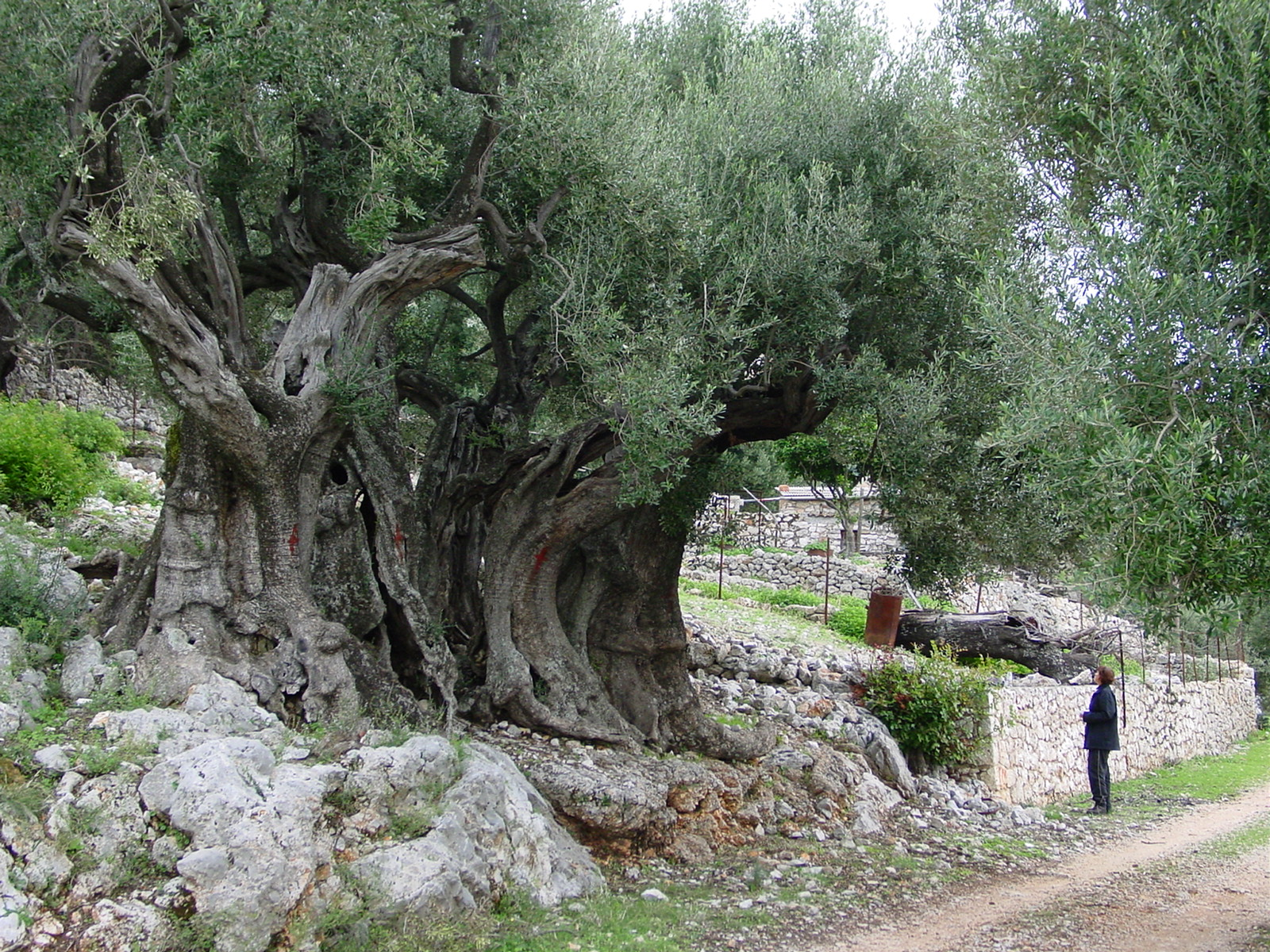
Olivera a l'illa grega d'Ítaca. Té més de 1.500 anys.
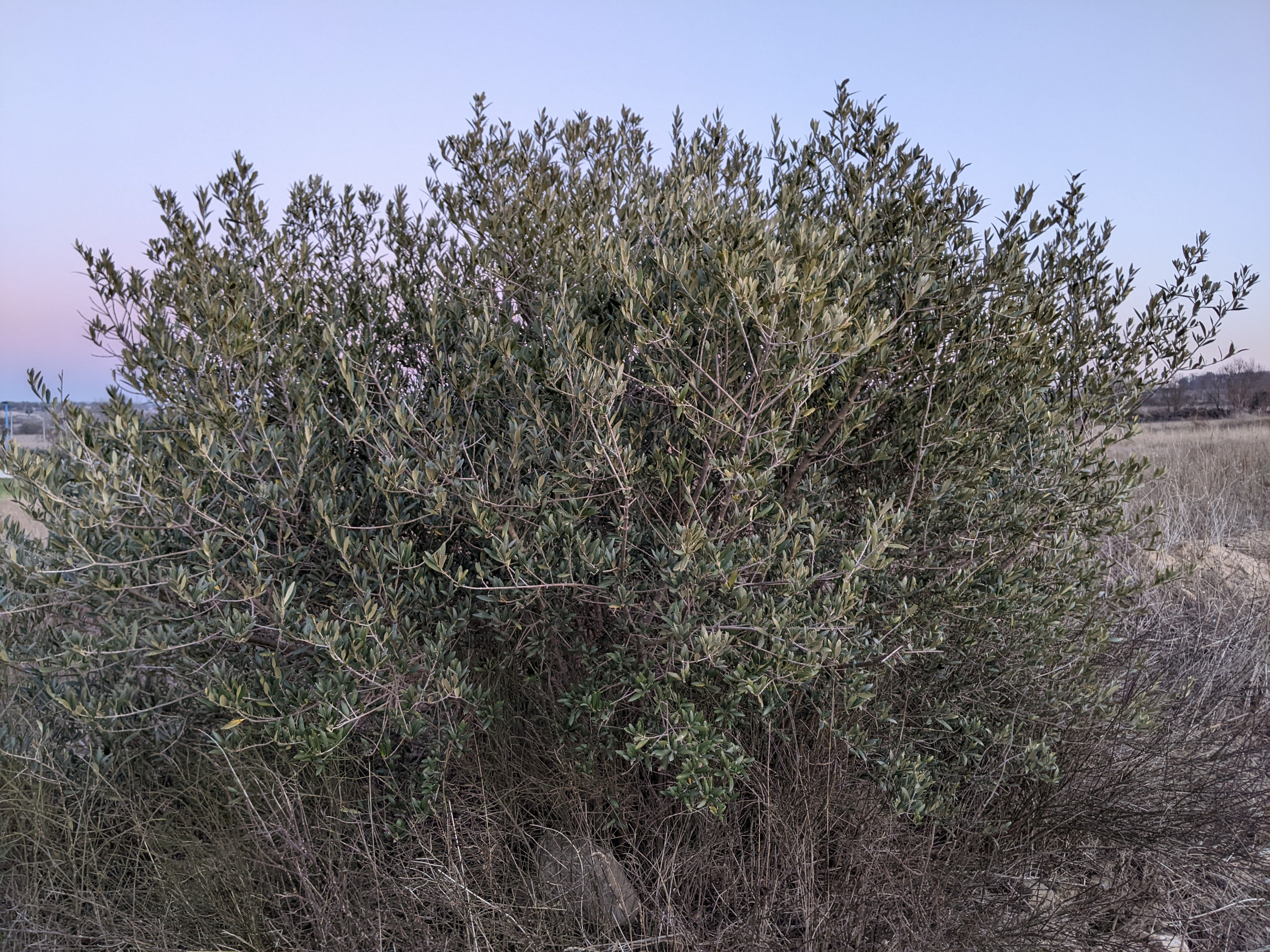
Olivera en forma arbustiva, a Verdú.